# Pinguicula albida
Pinguicula albida este o specie de plante carnivore din genul Pinguicula, familia Lentibulariaceae, ordinul Lamiales, descrisă de John Wright și Grizeb.. Conform Catalogue of Life specia Pinguicula albida nu are subspecii cunoscute.